# NGC 1671
NGC 1671 (بالفرنسية: NGC 1671)‏ التي يرمز لها بالرمز NGC 1671، وCAIRNS J044934.00+001511.0، هي مجرة، في كوكبة الجبار.

## الاكتشاف
اكتشفت في 2 أكتوبر 1886، بواسطة لويس سويفت.